# Малая Ипелька
Малая Ипелька — потухший вулкан на полуострове Камчатка, Россия.
Вулкан расположен на западе Южной Камчатки, юго-западнее вулкана Опала. Форма вулкана представляет собой четко очерченный конус стоящий среди равнины. Абсолютная высота — 460 м.